# Frederick Reines
Frederick Reines (Paterson, 16 de março de 1918 — Orange, 26 de agosto de 1998) foi um físico estadunidense. Recebeu o Nobel de Física de 1995, pela detecção do neutrino.

## Carreira
Ele recebeu o Prêmio Nobel de Física de 1995 por sua codetecção do neutrino com Clyde Cowan no experimento de neutrinos. Ele pode ser o único cientista na história "tão intimamente associado à descoberta de uma partícula elementar e à subsequente investigação minuciosa de suas propriedades fundamentais".
Formado pelo Stevens Institute of Technology e pela New York University, Reines ingressou no Laboratório de Los Alamos do Projeto Manhattan em 1944, trabalhando na Divisão Teórica do grupo de Richard Feynman. Ele se tornou um líder de grupo lá em 1946. Ele participou de uma série de testes nucleares , culminando em se tornar o diretor da série de testes da Operação Greenhouse no Pacífico em 1951.
No início dos anos 1950, trabalhando em Hanford e Savannah River Sites, Reines e Cowan desenvolveram o equipamento e os procedimentos com os quais detectaram pela primeira vez os neutrinos supostamente indetectáveis em junho de 1956. Reines dedicou a maior parte de sua carreira ao estudo das propriedades do neutrino e interações, cujo trabalho influenciaria o estudo do neutrino para muitos pesquisadores vindouros. Isso incluiu a detecção de neutrinos criados na atmosfera por raios cósmicos e a detecção de neutrinos emitidos pela Supernova SN1987A em 1987, que inaugurou o campo da astronomia de neutrinos.

## Publicações
- Reines, F. & C. L. Cowan, Jr. "On the Detection of the Free Neutrino", Laboratório Nacional de Los Alamos (LANL) (pelo precedente Los Alamos Scientific Laboratory), Departamento de Energia dos Estados Unidos (pela precedente Comissão de Energia Atômica dos Estados Unidos), (6 de agosto de 1953).
- Reines, F., Cowan, C. L. Jr., Carter, R. E., Wagner, J. J. & M. E. Wyman. "The Free Antineutrino Absorption Cross Section. Part I. Measurement of the Free Antineutrino Absorption Cross Section. Part II. Expected Cross Section from Measurements of Fission Fragment Electron Spectrum", Laboratório Nacional de Los Alamos (LANL) (Pelo precedente Los Alamos Scientific Laboratory), Departamento de Energia dos Estados Unidos (pela precedente Comissão de Energia Atômica dos Estados Unidos), (junho de 1958).
- Reines, F., Gurr, H. S., Jenkins, T. L. & J. H. Munsee. "Neutrino Experiments at Reactors", Universidade da Califórnia em Irvine, Case Western Reserve University, Departamento de Energia dos Estados Unidos (pela precedente Comissão de Energia Atômica dos Estados Unidos), (9 de setembro de 1968).
- Roberts, A., Blood, H., Learned, J. & F. Reines. "Status and Aims of the DUMAND Neutrino Project: the Ocean as a Neutrino Detector", Fermi National Accelerator Laboratory (FNAL), Departamento de Energia dos Estados Unidos (pela precedente Comissão de Energia Atômica dos Estados Unidos), (julho de 1976).
- Sobel, H. W., Reines, F. & E. Pasierb. "Neutrino Instability", Universidade da Califórnia em Irvine, (1980).